# August von Gonzenbach

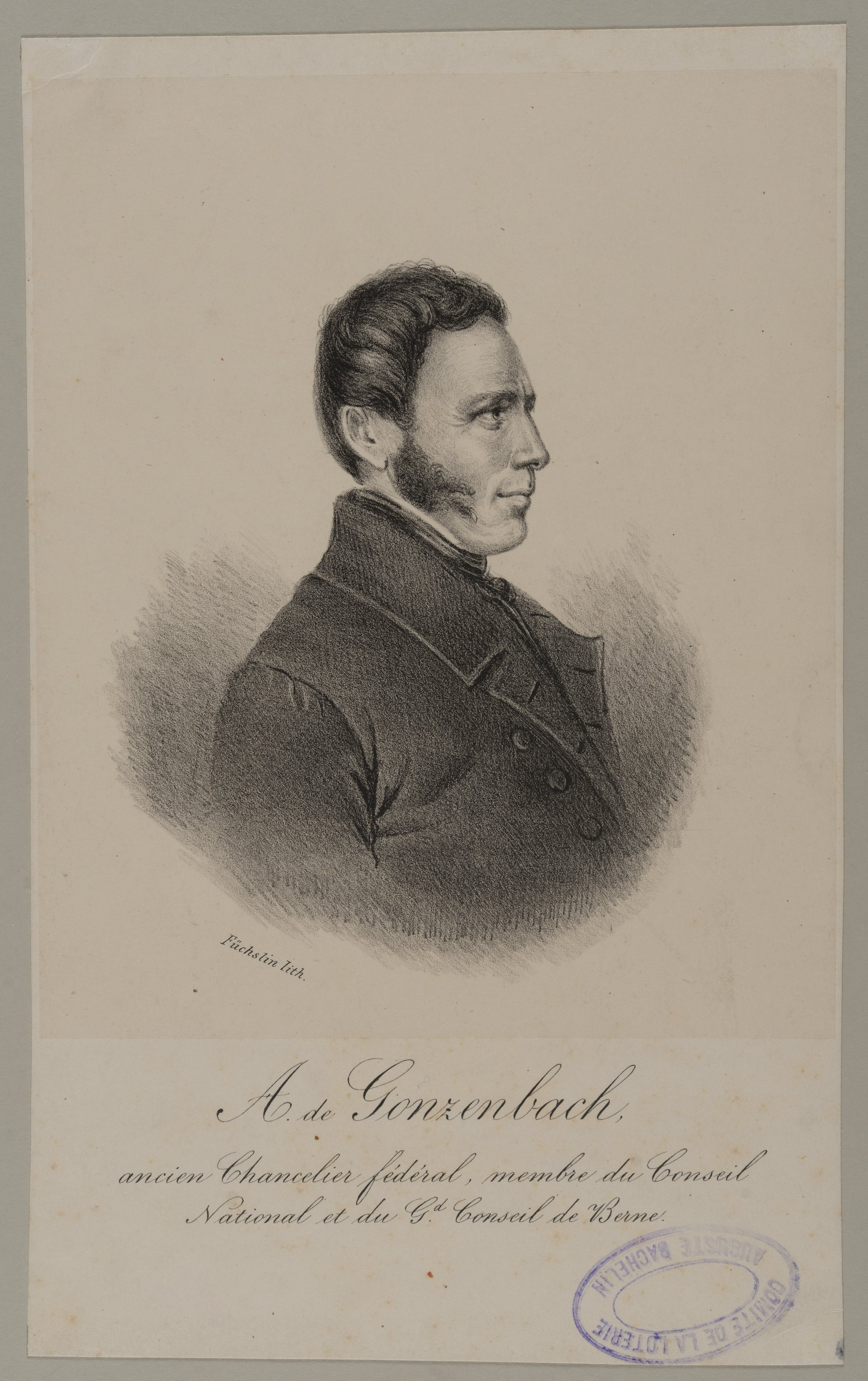
August von Gonzenbach

David August Laurenz von Gonzenbach, född den 12 maj 1808 i Sankt Gallen, död den 29 september 1887 i Bern, var en schweizisk politiker och historiker.
von Gonzenbach var 1833-47 medlem av stora rådet och sin kantons andre delegerade vid förbundsdagen i Zürich, som 1834 utsåg honom till edsförbundets statsskrivare (andre ämbetsman vid förbundsdagens kansli). Till detta ämbete blev han 1847 ej återvald till följd av missnöje med hans konservativa läggning. Han var 1850-75 medlem av Berns stora råd och 1854-75 av schweiziska nationalrådet samt tillhörde i båda dessa korporationer det konservativa partiets ledande män. Bland von Gonzenbachs historiska arbeten kan nämnas flera studier över Schweiz förhållande till trettioåriga kriget, som Der General Hans Ludwig von Erlach von Castelen (3 band, 1880-82) och Die schweizerische Abordnung an den Friedenskongress in Münster und Osnabrück (i "Archiv des historischen Vereins Bern", band 9, 1879).